# Taal Doet Meer
De stichting Taal Doet Meer is een Utrechtse vrijwilligersorganisatie die zich inzet voor taalvaardigheid en gelijke kansen voor Utrechters van alle leeftijden. 
De organisatie wil Utrechters van elkaar laten leren en ervoor zorgen dat taal geen belemmering vormt om mee te doen in de samenleving. Anno 2025 heeft de organisatie zo'n 1000 vrijwilligers die zich stadsbreed inzetten. De Stichting Vrienden van Taal Doet Meer ondersteunt de stichting Taal Doet Meer middels financiële bijdragen.
Op 23 mei 2019 ontving Taal Doet Meer een Appeltje van Oranje vanwege ‘de Utrechtse Taalstraat voor jong en oud’. Op Paleis Noordeinde ontving de organisatie uit handen van Koningin Máxima een bronzen beeldje, gemaakt door prinses Beatrix en een geldbedrag van €15.000. Op 2 juli 2019 bracht Koning Willem-Alexander een bezoek aan Taal Doet Meer, waar hij met medewerkers, vrijwilligers en partners sprak en aanwezig was bij een Eigen Kracht-lunch.

## Activiteiten
- Taalplezier (0-4 jaar)
- VoorleesExpress & DoorleesExpress Utrecht (4-12 jaar)
- Taalmentoraat (12-16 jaar)[9]
- Taal & MBO (16-25 jaar)
- Taalcoaching voor volwassenen
- Taal & Ouders
- DigiTaalhuis Utrecht
- Taal & Werk
- Taal & Gezondheid
- Taalbuddy's op het werk
- Taalcafé
- Taalwandeling[10]

## Geschiedenis
In 1985 is Taal Doet Meer opgericht onder de naam Interkerkelijke Stichting Kerken en Buitenlanders (ISKB), als initiatief van een aantal Utrechtse kerken. Aanvankelijk richtte het werk van de ISKB zich vooral op ontmoeting met en taalondersteuning aan migrantenvrouwen, die in het kader van gezinshereniging naar Utrecht kwamen. Na verloop van tijd werden in toenemende mate ook niet-Nederlandstalige mannen bereikt. Vanaf 2007 is het aanbod uitgebreid met activiteiten voor alle leeftijdsgroepen. In 2013 is de organisatie omgedoopt in Taal Doet Meer.
In 2021 werd directeur Lineke Maat uitgeroepen tot winnaar van de Bakhuis-Wolters prijs omdat zij volgens de jury 'een voorbeeld is op het gebied van verbinden'. Sinds januari 2022 is Roy Kreeftmeijer directeur van Taal Doet Meer.

## Waardering
- 2023: Derde prijs van de Nationale Vrijwilligersprijzen
- 2021: Het DigiTaalhuis ontving het certificaat van de onafhankelijk Certificeringsorganisatie Bibliotheekwerk, Cultuur en Taal (CBCT)
- 2019: De Innovatieprijs van Stichting Voorzorg, voor het project Taal & Gezondheid
- 2019: Appeltje van Oranje voor ‘de Utrechtse Taalstraat voor jong & oud’[5][6]
- 2018: Stimuleringsprijs De Mantel van Sint Maarten toegekend voor het project ‘Taalversterkers tussen school en thuis’
- 2017: Hernieuwing van het keurmerk ‘Vrijwillige inzet: goed geregeld’.
- 2016: Nationale Zorgvernieuwingsprijs voor het project ‘Gezonde taal voor oudere migranten’. Samenwerkingspartners in dit project zijn: Bibliotheek Utrecht, Ladyfit, Het Begint met Taal.
- 2014: Utrechtse Tolerantieprijs voor het project Taalcoach in de Bieb. Samenwerkingspartners in dit project: Prago, Gilde Utrecht, Bibliotheek Utrecht, Stichting Lezen & Schrijven.
- 2014: Nationale Alfabetiseringsprijs 2014 in de categorie Durven voor het project Gezonde Taal!.
- 2013: Derde prijs van de Vrijwilligersprijs Utrecht 2013 voor het project School’s Cool Utrecht
- 2011: Keurmerk ‘Vrijwillige inzet: goed geregeld’. De Vereniging Nederlandse Organisaties Vrijwilligerswerk kende dit keurmerk toe vanwege de goede organisatie van het vrijwilligerswerk.

## Bestuur
Op 1 januari 2025 heeft het bestuur de volgende samenstelling:
- Marloes Metaal - voorzitter
- Maurice Goossens - Penningmeester
- Ingrid Kaagman - bestuurslid
- Nardo van der Rijst - bestuurslid
- Nadja van Kessel - bestuurslid
- Vera Lagerburg - bestuurslid